# Čučale
Čučale (cyr. Чучале) – wieś w Serbii, w okręgu toplickim, w gminie Blace. W 2011 roku liczyła 182 mieszkańców.